# 盛若林
盛若林（1509年—？），字子才，號初陽，廣東潮州府海陽縣人，軍籍，明朝政治人物。

## 生平
嘉靖十六年（1537年）丁酉科廣東鄉試第二十二名舉人。嘉靖十七年（1538年）中式戊戌科會試第二百九十二名，登第二甲第七十四名進士。进吏部文选司办事，十九年同考順天府鄉試，授户部主事，升员外、郎中，官至湖廣副使。

## 家族
曾祖盛鳳儀，教諭 贈奉政大夫左春坊左庶子兼翰林院侍讀；祖父盛端明，都察院右副都御史；父盛瀚，歲貢監生。母陸氏。重庆下。弟盛若樹，贡士；若植；若株；若果；若枚。